# (24883) 1996 VG9
(24883) 1996 VG9 est un astéroïde aréocroiseur de 2,276 km de diamètre découvert en 1996.

## Description
(24883) 1996 VG9 a été découvert le 13 novembre 1996 à la station de Xinglong, dans la province chinoise d'Hebei (Chine), par le Beijing Schmidt CCD Asteroid Program.

### Caractéristiques orbitales
L'orbite de cet astéroïde est caractérisée par un demi-grand axe de 1,88 UA, un périhélie de 1,58 UA, une excentricité de 0,16 et une inclinaison de 22,72° par rapport à l'écliptique. Du fait de ces caractéristiques, à savoir un demi-grand axe inférieur à 3,2 UA et un périhélie compris entre 1,3 et 1,666 UA, il croise l'orbite de Mars et est classé, selon la JPL Small-Body Database, comme astéroïde aréocroiseur (aréo venant de Arès).

### Caractéristiques physiques
(24883) 1996 VG9 a une magnitude absolue (H) de 15,5 et un albédo estimé à 0,236, ce qui permet de calculer un diamètre de 2,276 km.Ces résultats ont été obtenus grâce aux observations du Wide-Field Infrared Survey Explorer (WISE), un télescope spatial américain mis en orbite en 2009 et observant l'ensemble du ciel dans l'infrarouge, et publiés en 2015 dans un article présentant les résultats concernant 7 956 astéroïdes.